# Believe (альбом Шер)
«Believe» — двадцять другий сольний студійний альбом американської співачки і акторки Шер, випущений 22 жовтня 1998 року лейблами «WEA» і «Warner Bros. Records». Після провалу попереднього студійного альбому співачки «It's a Man's World» (1995), її компанія звукозапису запропонувала їй записати альбом, орієнтований на танцювальну музику. Шер почала працювати над альбомом навесні 1998 року з англійськими продюсерами Марком Тейлором і Браяном Роулінгом в студії «Dreamhouse» в Лондоні. Альбом був присвячений її колишньому чоловікові Сонні Боно, який помер на початку цього року.
«Believe» є повним музичним відступом від попередніх робіт співачки, він складається зі стилів, орієнтованих на євро-диско, у той час як його ліричні теми торкаються свободи, індивідуалізму і людських відносин. Альбом включає в себе деякі нові технології того часу, такі як використання налаштування «Auto-tune», що у підсумку стало відомим як «ефект Шер». Після виходу альбом отримав змішані відгуки від музичних критиків, які високо оцінили вокальне виконання Шер, у той час як інші критикували велику кількість використання вокодера і його складову. Альбом отримав премію «Греммі» за «Найкращий танцювальний запис» з трьох номінацій.
Комерційно «Believe» виявився надзвичайно успішним, він посів четверту позицію в чарті «Billboard 200» і отримав чотириразову платинову сертифікацію від 
Американської асоціації звукозаписної індустрії (RIAA) для випуску чотирьох мільйонів копій у США. Платівка очолила чарти Австрії, Канади, Данії, Німеччини, Нової Зеландії та Португалії, а також увійшла в «першу десятку» чартів Франції, Іспанії, Великої Британії, США і ряду інших країн.
З альбому було випущено чотири сингли. Перший сингл, «Believe», став одним з найпродаваніших синглів в історії, очоливши чарти у 23 країнах, його продажі склали більше 10 мільйонів копій. Пісня «Strong Enough» вийшла як другий сингл альбому; він досяг 57 і 5 позицій в США і Великій Британії відповідно. «All or Nothing» і «Dov'é l'amore» вийшли як третій і четвертий сингли відповідно, обидва мали помірний успіх. На підтримку альбому «Believe» Шер вирушила в свій шостий концертний тур «Do You Believe?», який став одним з найбільш касових гастролів коли-небудь проведенних артистом-жінкою на той час.

## Передумови

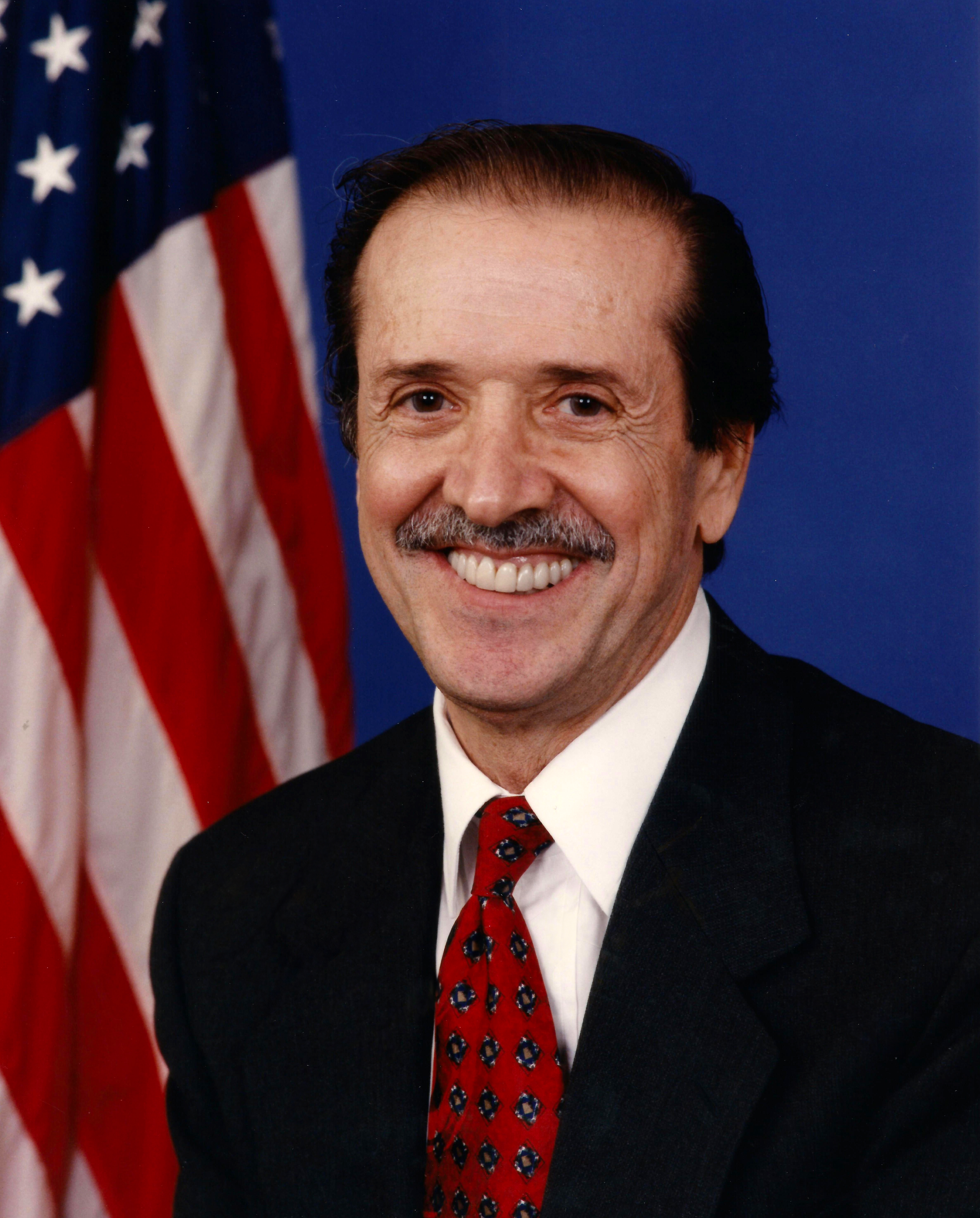
Альбом був присвячений музиканту Сонні Боно, колишньому чоловікові і музичному партнеру Шер, який загинув 5 січня 1998 року в результаті нещасного випадку під час катання на лижах.

Після комерційно невдалого попереднього альбому Шер «It's a Man's World» (1995) голова лейблу «Warner Music UK» Роб Дікінс запропонував співачці записати танцювальний альбом, який міг би сподобатися її гей-аудиторії. Шер заявила, що її більше не цікавить танцювальна музика, тому що вона вважає, що це жанр не «справжніх пісень», залишаючи Дікінсу можливість переконати її у зворотному. У лондонському офісі «Warner Music» Дікінс зустрівся з піснярем Браяном Хіггінсом, якого попросив дати пісні, які б могли увійти до майбутнього альбому Шер. Через три дні прийшла касета з шістнадцятьма піснями Хіггінса. — Я ліг на ліжко, увімкнув магнітофон і став слухати кожну пісню. Дев'ятою піснею була «Believe». Я подумав: «Шер могла би створити цей приспів, особливо текст пісні з її особистим життям, таким яким воно є. Вона пройшла через все це», — казав Дікінс. Коли Дікінс попросив композитора завершити «Believe», результатом стала «жахлива» пісня, яка все ще потребувала великого доопрацювання.
Шер почала працювати над «Believe» влітку 1998 року в Лондоні, зустрівшись з продюсером Марком Тейлором і Браяном Роулінгом, які раніше працювали з Дікінсом; додатковими продюсерами стали Тодд Террі («Taxi Taxi») і Джуніор Васкес (спочатку працював над «Dov'è l'amore», але його версія, прислана ним з Нью-Йорка, була відхилена Діккенсом, який вирішив віддати продюсування треку Тейлору та Роулінгу). У створенні альбому також взяла участь давня композиторка пісень Шер — Даян Воррен (яка написала «Takin' Back My Heart») і створила кавер-версії до двох пісень: «The Power» (Емі Грант) і «Love Is the Groove» (Бетсі Кук). Крім того, співачка вирішила включити у «Believe» ремікс до свого синглу «We All Sleep Alone» 1988 року, з альбому «Cher» 1987 року.
Первинна версія синглу «Believe», спочатку створена лише Браяном Хіггінсом, Меттом Греєм, Стюартом Макленненом і Тімом Павеллом, вважалася не дуже вдалою демо-версією, через що вона протягом декількох місяців циркулювала кабінетами «Warner Bros.», викликаючи суперечки. Марк Тейлор казав: «Всім подобався приспів, але не решта пісні; оскільки ми вже писали інші пісні для Шер, Роб запитав нас, чи зможемо ми розібратися з цим. Долучилися двоє інших наших пісняра, Стів Торч і Пол Баррі, що врешті-решт придумали повну пісню, яка сподобалася Робу і Шер».

## Реліз і просування
«Believe» був вперше випущений у Франції 22 жовтня 1998 року, у Великій Британії 26 жовтня 1998 року і в Сполучених Штатах 10 листопада 1998 року. Пізніше альбом вийшов в Японії 23 грудня 1998 року з двома додатковими бонус-треками (тільки для Японії) «Believe (Club 69 Future Mix)» і «Believe (Xenomania Mix)».

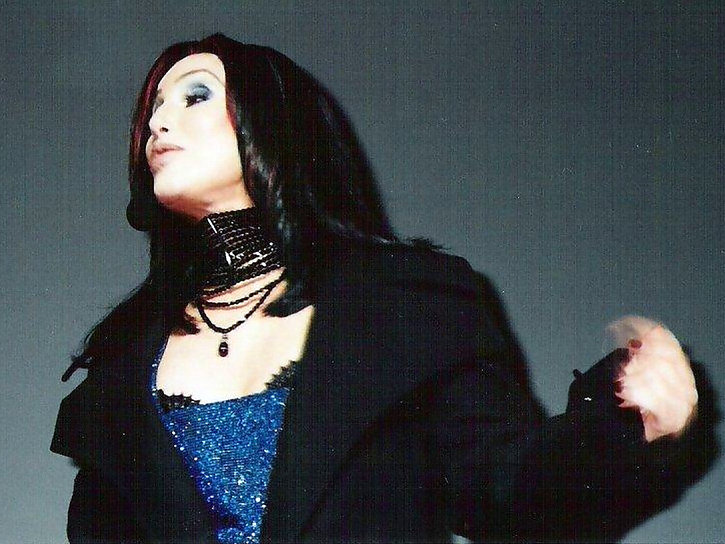
Шер виконує пісню «Believe» на шоу WKTU «Miracle on 34th Street» в Нью-Йорку 11 грудня 1998 року.

Щоб відрекламувати альбом, Шер зробила ряд телевізійних і живих виступів, виконавши пісні-сингли альбому. 17 жовтня 1998 року вона дебютувала «Believe» в нічному клубі «Heaven» в Лондоні, Англія, і на національному лотерейному шоу. «Believe» також виконувалася на телепередачах і церемоніях різних країн: сім разів на «Top of the Pops» і «Brit Awards» 1999 року (16 лютого 1999 року) у Великій Британії, «Kultnacht» і «Top of the Pops» в Німеччині (1998), «Que Apostamos» в Іспанії (6 листопада 1998 року), «The Rosie O'donnell Show» (17 листопада), «The Late Show with David Letterman» (18 листопада), «The 26th Annual American Music Awards» (11 січня 1999 року) в США і на музичному фестивалі «Санремо 1999» в Італії (23 лютого 1999 року) й інших. «Strong Enough» була вперше заспівана на «Top of the Pops» (3 березня 1999 року) у Великій Британії, на «Echo Music Prize» (4 березня) в Німеччині і «Tapis Rougue» (13 березня 1999 року) у Франції. «Believe» і «Strong Enough» також виконувалися на церемонії нагородження Всесвітньою музичною премією 1999 року в Монте-Карло 5 травня 1999 року. «All or Nothing» була заспівана на «Top of the Pops» (11 червня 1999 року), а «Dov'é l'amore» — на національному лотерейному шоу Великої Британії.
Шер виконувала «Believe», «The Power», «All or Nothing», «Strong Enough», «Dov'è l'amore» і «Love Is the Groove» під час «Do You Believe?», її четвертого концертного туру, який просував альбом «Believe». Він розпочався 16 червня 1999 року і став першим туром Шер за останні сім років. Тур отримав позитивні відгуки, мав комерційний успіх, квитки на нього були розпродані в кожному американському місті, в якому він був заброньований, зібравши аудиторію більше 1,5 мільйонів чоловік по всьому світу. Він транслювався через супутникове мовлення, як телеспецвипуск, «Cher: Live In Concert — From the MGM Grand in Las Vegas» (1999), який мав найвищий рейтинг серед оригінальних програм каналу «HBO» 1998-99 років (його рейтинг склав 9,0 балів серед дорослих віком 18 до 49 років і 13 балів на каналі HBO для світу — це близько 33 мільйонів будинків з кабельним під'єднанням). В грудні 1999 року у різних країнах, в форматах VHS/DVD, вийшов запис виступів «Live in Concert».

## Сингли
Пісня «Believe» вийшла як головний сингл альбому 19 жовтня 1998 року. «Believe» посіла першу позицію в чартах більш ніж 23 країн, включаючи Австралію, Канаду, Францію, Німеччину, Італію, Іспанію та Велику Британію, де вона стала першим синглом Шер, який дебютував під першим номером та провів сім тижнів на вершині чартів наприкінці 1998 року, ставши найбільш продаваним синглом жінки-артистки в історії Великої Британії, у країні було продано понад 1,84 мільйона копій. Пісня також очолювала американський чарт «Billboard Hot 100» протягом чотирьох тижнів, її продажі в США склали понад 1,8 мільйона копій станом на грудень 1999 року, за що Шер потрапила до Книги рекордів Гіннесса як найстарша сольна виконавиця, що очолила чарт. На сьогодні пісня залишається найуспішнішим синглом співачки і одним з найбільш продаваних синглів всіх часів, з продажами більше 10 мільйонів копій по всьому світу. «Believe» отримала визнання критиків, вона має електронний вокальний ефект, запропонований Шер, ставши першим комерційним записом, де, як навмисний творчий ефект, використали налаштування Auto-Tune — аудіопроцесор, що спочатку призначався для маскування або виправлення неточностей у записі вокалу; після успіху пісні цей прийом став відомий як «ефект Шер» і з тих пір широко використовується в поп-музиці.
Другий сингл альбому, «Strong Enough», вийшов 19 лютого 1999 року. Пісня досягла першої позиції в чарті Угорщини і «топ-10» в Австрії, Бельгії, Данії, Фінляндії, Франції, Німеччини, Італії, Нової Зеландії, Іспанії, Швейцарії та Великої Британії. Через «втрату» радіоефіру і просування пісня мала скромний успіх в Сполучених Штатах, досягнувши 57 позиції в чарті «Billboard Hot 100», а також посідала першу позицію чарту «Hot Dance Club Songs» протягом одного тижня.
Пісня «All or Nothing» вийшла 7 червня 1999 року як третій сингл за межами Сполучених Штатів. Вона потрапила у «топ-10» чартів Фінляндії та Угорщини; в чартах інших країн пісня мала помірний успіх, в чарті синглів Великої Британії вона посіла 12 позицію, у той час Данії вона досягла 14 позиції. «Dov'è l'amore» вийшла як четвертий і останній сингл альбому 25 жовтня 1999 року. Вона також потрапила у «топ-10» чартів Фінляндії, Греції, Італії та Іспанії. Разом зі своєю попередницею, пісня вийшла в Сполучених Штатах як максі-синглу, але так і не потрапила у «Billboard Hot 100». «All or Nothing» і «Dov'e l'amore» окремо потрапили у «Hot Dance Club Songs» під «номером один» і «номером п'ять» відповідно.

## Оцінки критиків
Після виходу альбом отримав неоднозначні відгуки від міжнародних музичних критиків. Майкл Галуччі з «AllMusic» назвав альбом «Believe» «останнім ходом на ігровому майданчику» і сказав, що Шер «просто переміщається через тонну продюсування з одним сірим вокальним діапазоном в одну нескінченну, одноманітну і передбачувану мелодію» і «рішуче, якщо не всім серцем, чіпляючись за її хвіст». У своїй рецензії він дав альбому дві з половиною зірки з п'яти. Головною критикою було надмірне використання налаштування Auto-Tune, яке змінювало голос Шер. Бет Джонсон з «Entertainment Weekly» дала «Believe» рейтинг «B», порівнявши його з альбомом Мадонни «Ray of Light» (1998). Вона сказала: «Одну хвилиночку, цей танцювальний запис наслідує „Ray of Light“, віддаючи належне дням диско-музики Донни Саммер!». Але вона також зазначила, що альбом «є нестійким, неоднорідним, але ми повинні полюбити те, як яскраво показана Шер!». Музичний критик Роберт Крістгау вибірково оцінив альбом, у якому він обрав найкращий трек альбому, в даному випадку — «Believe», назвавши його «не дуже вдалим».

## Комерційний успіх

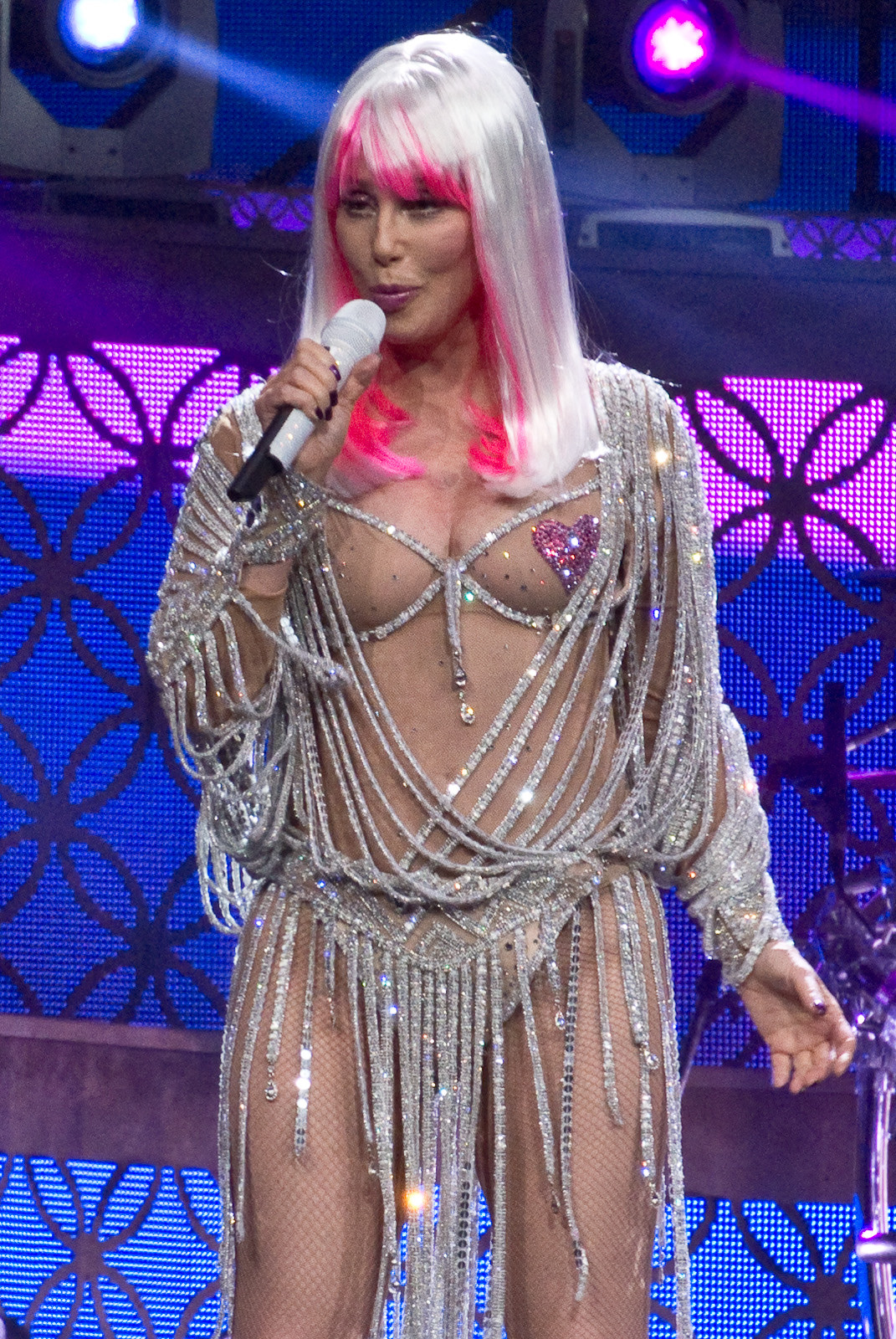
Шер виконує головний сингл альбому «Believe» під час туру «Dressed to Kill» у 2014 році

У Сполучених Штатах «Believe» дебютував 139 позицією в чарті альбомів «Billboard 200» 28 листопада 1998 года. «Believe» повільно і постійно рухався вгору по сходинках чарту, 8 травня 1999 року він досяг піку, посівши четверту позицію, що стало найвищою планкою для сольного альбому Шер до цього моменту; він також став другим сольним альбомом співачки, що посів таку високу позицію у чарті до цього моменту, і третім загалом який потрапив у «топ-10». Альбом провів загалом 76 тижнів у чарті. 23 грудня 1999 року Американська асоціація звукозаписної індустрії (RIAA) надала «Believe» чотириразову платинову сертифікацію для випуску чотирьох мільйонів копій. За даними «Nielsen SoundScan», станом на серпень 2015 року, в США було продано 3,6 мільйони копій «Believe». Альбом залишається найпродаванішим альбомом Шер в Сполучених Штатах. У Канаді «Believe» посів першу позицію в канадському альбомному чарті 25 січня 1999 року, де він залишався протягом одного тижня. Загалом, альбом був присутній в чарті 26 тижнів і пізніше отримав шестиразову сертифікацію від Канадської асоціації звукозаписної індустрії (CRIA) для випуску 600 000 копій. Альбом також мав комерційний успіх в Океанії, де посів першу позицію в чарті Нової Зеландії і 13-ї в Австралії. «Believe» отримав подвійні платинові сертифікації від Австралійської асоціації звукозаписної індустрії (ARIA) і від Асоціації звукозаписної індустрії Нової Зеландії (RIANZ) для випуску 140 000 і 30 000 копій відповідно.
У Великій Британії «Believe» дебютував на 8 позиції в британському альбомному чарті, ставши п'ятим альбом Шер поспіль, що потрапив у «топ-10» в цій країні; у підсумку він досяг 7 позиції 20 березня 1999 року. Альбом отримав подвійну платинову сертифікацію від Британської фонографічної індустрії (BPI) для випуску 600 000 копій. У Франції альбом досяг 5 позиції в чарті альбомів, пробувши у ньому 47 тижнів. Він отримав платинову сертифікацію від Національного синдикату фонографії (SNEP) для випуску 500 000 копій. Фактичні продажі альбому у Франції складають 555 300 копій. У Німеччині альбом посів першу позицію в чарті «Media Control» і залишався там протягом чотирьох тижнів. Він залишається найпопулярнішим альбомом Шер у Німеччині, отримавши подвійну платинову сертифікацію від «Bundesverband Musikindustrie» (BVMI) для випуску одного мільйона копій. Завдяки своєму комерційному успіху в європейських країнах альбом у підсумку очолював чарт «European Top 100 Albums» протягом восьми тижнів поспіль і отримав чотириразову платинову сертифікацію від Міжнародної федерації фонографічної індустрії (IFPI) для випуску в чотирьох мільйонів копій, ставши в Європі найбільш продаваним альбомом року. «Believe» домігся аналогічного успіху і в інших країнах світу, очоливши офіційні чарти Австрії, Данії, Греції та Португалії, він отримав золоту, або платинову сертифікацію в 39 країнах світу. Загалом «Believe» розійшовся тиражем більше 10 мільйонів копій по всьому світу і став найбільш продаваним альбомом Шер.

## Нагороди

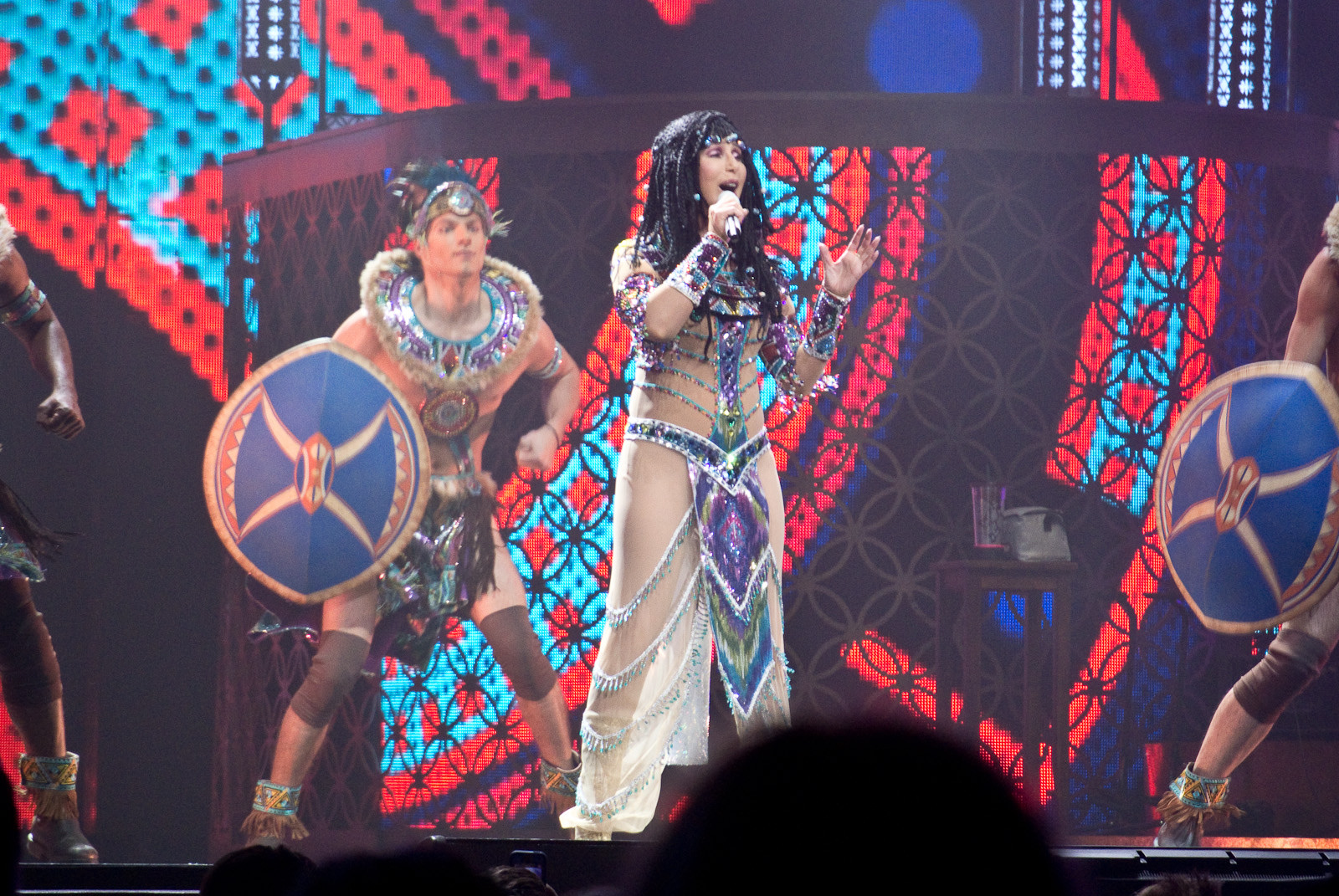
Шер виконує другий сингл альбому «Strong Enough» під час туру «Dressed to Kill Tour» у 2014 році

На 42-й щорічній церемонії нагородження премії «Греммі» «Believe» отримав одну нагороду з трьох номінацій. «Believe» був номінований на кращий «Поп-альбом», у той час як заголовний трек («Believe») виграв нагороду як «Найкращий танцювальний запис» і був номінований на нагороду «Рекорд року». Ця пісня принесла Шер її першу нагороду «Греммі» в кар'єрі. Пісня «Believe» також була номінована на премію «MTV Video Music Awards» 1999 року за «Найкраще танцювальне відео» і «Найкращий монтаж». На церемонії вручення премії «Billboard Music Awards» 1999 року Шер була номінована на премію «Top Female Artist» і «Female Hot 100 Artist of the Year», а пісня «Believe» потрапила у рейтинг «Hot 100 Single of the Year»; її музичне відео було номіноване на премію «Billboard Music Video Awards» за «Найкращий танцювальний кліп 1999 року».
Альбом «Believe» також дав Шер кілька трофеїв від різних міжнародних шоу-премій — у тому числі премію «Anděl» як «Найкращій іноземній співачці» в Чехії, датську премію «Grammy» за «Найкращий іноземний хіт» («Believe») від IFPI Данія, «Midem's Dance d'or» за «Найкращий іноземний сингл» («Believe») у Франції, премію «ECHO» як «Найкращій іноземній виконавиці» в Німеччині, угорську премію за «Найкращий іноземний поп-альбом року», номінацію на премію «Hit Award» як «Найкращій іноземній артистці року» в Норвегії, дві прем'єри «Amigo» як Найкращій іноземній сольній виконавиці" і «Найкращий іноземний альбом» в Іспанії, премію «Mnet Asian Music Awards» (інша, скорочена назва, «MAMA») як «Найкращій іноземній виконавиці» в Південній Кореї і премію «Music Control Airplay Awards» (MCAW) як «Найпопулярнішій іноземній виконавиці» у Швеції, серед інших. Пісня «Believe» також отримала три британські нагороди «Ivor Novello Awards» як «Найкращий іноземний хіт року», «Найкращу пісню в музичному і ліричному плані» і «Найбільш продаваний британський сингл». На 14-й щорічній церемонії нагородження Міжнародною премією за найкращу танцювальну музику, Шер виграла нагороди «Best Hi NRG 12"- і Best Pop 12"- Dance Record» за пісню «Believe».

## Трек-лист
| Believe – Standard edition | Believe – Standard edition              | Believe – Standard edition                                                     | Believe – Standard edition | Believe – Standard edition |
| #                          | Назва                                   | Автор                                                                          | Продюсер(и)                | Тривалість                 |
| -------------------------- | --------------------------------------- | ------------------------------------------------------------------------------ | -------------------------- | -------------------------- |
| 1.                         | «Believe»                               | Браян Хіггінс Стюарт МакЛеннен Пол Баррі Стівен Торч Меттью Грей Тімоті Павелл | Марк Тейлор Браян Роулінг  | 3:59                       |
| 2.                         | «The Power»                             | Томмі Сіммс Джадсон Спенс                                                      | Джуніор Васкез             | 3:56                       |
| 3.                         | «Runaway»                               | Тейлор Баррі                                                                   | Тейлор Роулінг             | 4:46                       |
| 4.                         | «All or Nothing»                        | Тейлор Беррі                                                                   | Тейлор Роулінг             | 3:57                       |
| 5.                         | «Strong Enough»                         | Тейлор Баррі                                                                   | Тейлор Роулінг             | 3:44                       |
| 6.                         | «Dov'è l'amore»                         | Тейлор Баррі                                                                   | Тейлор Роулінг             | 4:18                       |
| 7.                         | «Takin' Back My Heart»                  | Дайан Воррен                                                                   | Тейлор Роулінг             | 4:32                       |
| 8.                         | «Taxi Taxi»                             | Тодд Террі Марк Джордан                                                        | Террі                      | 5:04                       |
| 9.                         | «Love Is the Groove»                    | Бетсі Кук Брюс Вуллі                                                           | Террі                      | 4:31                       |
| 10.                        | «We All Sleep Alone» (Todd Terry remix) | Десмонд Чайлд Джон Бон Джові Річі Самбора                                      | Террі [a]                  | 5:10                       |
| 43:59                      |                                         |                                                                                |                            |                            |

| Believe – Japanese/Australasian bonus track edition | Believe – Japanese/Australasian bonus track edition  | Believe – Japanese/Australasian bonus track edition | Believe – Japanese/Australasian bonus track edition | Believe – Japanese/Australasian bonus track edition |
| #                                                   | Назва                                                | Автор                                               | Продюсер(и)                                         | Тривалість                                          |
| --------------------------------------------------- | ---------------------------------------------------- | --------------------------------------------------- | --------------------------------------------------- | --------------------------------------------------- |
| 11.                                                 | «Believe» (Club 69 Future Mix) (full-length version) | Хіггінс МакЛеннен Баррі Торч Грей Павелл            |                                                     | 9:20                                                |
| 12.                                                 | «Believe» (Xenomania Mix)                            | Хіггінс МакЛеннен Баррі Торч Грей Павелл            |                                                     | 4:20                                                |
| 57:39                                               |                                                      |                                                     |                                                     |                                                     |

Примітки
- a автори реміксів

## Учасники запису
Інформація згідно сайту AllMusic.
- Трейсі Акермен — бек-вокал
- Кріс Андерсон — піаніно
- Раян Арт — дизайн
- Кевін Окоїн — макіяж
- Пол Баррі — композитор, бек-вокал
- Джеффрі Бернстейн — програмування
- Вінстон Бліссетт — бас
- Джон Бон Джові — композитор, продюсер
- Джоан Бранквіст — клавішні
- Коллін Каллахан — стиліст по зачіскам
- Шер — головний артист
- Десмонд Чайлд — композитор, продюсер
- Бетсі Кук — композитор
- Роб Дікінс — виконавчий продюсер
- Ада Даєр — бек-вокал
- Умберто Гатіка — мікшування
- Марк Гудмен — інженер
- Марлон Грейвс — гітара
- Маттіас Хейлбронн — редагування, програмування
- Браян Хіггінс — композитор
- Сільвія Мейсон-Джеймс — бек-вокал
- Марк Джордан — композитор
- Білл Клатт — інженер
- Майкл Левін — фотографія
- Едді Мартінез — гітара
- П. Денніс Мітчелл — мікшування
- Адам Філліпс — гітара
- Тімоті Павелл — композитор
- Браян Роулінг — продюсер
- Антуанетт Роберсон — бек-вокал
- Том Салта — клавішні, програмування
- Річі Самбора — композитор, продюсер
- Томмі Сімс — композитор
- Робін Сміт — струнне аранжування
- Джадсон Спенс — композитор
- Хеміш Стюарт — бек-вокал
- Джефф Тейлор — додаткове продюсування, сміх, виробничий інженер, реміксування
- Марк Тейлор — композитор, гітара, клавішні, мікшування, продюсер, програмування, струнне аранжування
- Тодд Террі — композитор, продюсер
- Джуніор Васкез — продюсер
- Дайан Воррен — композитор
- Одрі Вілер — бек-вокал
- Джеймс Вілліамс — бек-вокал
- Брюс Вуллі — композитор

## Чарти
| Країна/чарт (1998–99)               | Позиція |
| ----------------------------------- | ------- |
| Австралія (ARIA)                    | 13      |
| Австрія (Ö3 Austria)                | 1       |
| Бельгія (Ultratop Flanders)         | 3       |
| Бельгія (Ultratop Wallonia)         | 3       |
| Бельгія (Promuvi)                   | 2       |
| Канада (RPM)                        | 1       |
| Канада (Billboard)                  | 2       |
| Чехія (ČNS IFPI)                    | 3       |
| Данія (Hitlisten)                   | 1       |
| Нідерланди (Album Top 100)          | 7       |
| Європа (Music & Media)              | 1       |
| Фінляндія (Suomen virallinen lista) | 4       |
| Франція (SNEP)                      | 5       |
| Німеччина (Offizielle Top 100)      | 1       |
| Греція (IFPI Greece)                | 1       |
| Угорщина (MAHASZ)                   | 3       |
| Італія (FIMI)                       | 6       |
| Японія (Oricon)                     | 47      |
| Нова Зеландія (RMNZ)                | 1       |
| Норвегія (VG-lista)                 | 4       |
| Португалія (AFP)                    | 1       |
| Канада (Квебек) (ADISQ)             | 1       |
| Шотландія (OCC)                     | 6       |
| Іспанія (PROMUSICAE)                | 2       |
| Швеція (Sverigetopplistan)          | 2       |
| Швейцарія (Schweizer Hitparade)     | 2       |
| Велика Британія (OCC)               | 7       |
| США (Billboard 200)                 | 4       |
| Країна/чарт (2002)                  | Позиція |
| США (Billboard Catalog Albums)      | 49      |

| Країна/чарт (1998)                  | Позиція |
| ----------------------------------- | ------- |
| Австрія (Ö3 Austria)                | 32      |
| Німеччина (Offizielle Top 100)      | 79      |
| Норвегія (Christmas) (VG-lista)     | 18      |
| Велика Британія (OCC)               | 32      |
| Країна/чарт (1999)                  | Позиція |
| Австралія (ARIA)                    | 23      |
| Австрія (Ö3 Austria)                | 3       |
| Бельгія (Ultratop Flanders)         | 10      |
| Бельгія (Ultratop Wallonia)         | 11      |
| Канада (RPM)                        | 6       |
| Данія (Hitlisten)                   | 2       |
| Нідерланди (MegaCharts)             | 20      |
| Європа (Music & Media)              | 1       |
| Франція (SNEP)                      | 17      |
| Німеччина (Offizielle Top 100)      | 1       |
| Італія (Hit Parade)                 | 20      |
| Нова Зеландія (RMNZ)                | 11      |
| Норвегія (VG-lista)                 | 2       |
| Швейцарія (Schweizer Hitparade)     | 9       |
| Велика Британія (OCC)               | 48      |
| США (Billboard 200)                 | 17      |
| Чарт/країна (2000)                  | Позиція |
| Фінляндія (Suomen virallinen lista) | 86      |

| Країна/чарт (1990-1999) | Позиція |
| ----------------------- | ------- |
| Австрія (Ö3 Austria)    | 43      |

## Сертифікації і продажі
| Країна                                                | Сертифікація | Продано    |
| ----------------------------------------------------- | ------------ | ---------- |
| Аргентина (CAPIF)                                     | Платина      | 60,000^    |
| Австралія (ARIA)                                      | 2×Платина    | 140,000^   |
| Австрія (IFPI Austria)                                | Платина      | 50,000*    |
| Бельгія (BEA)                                         | Платина      | 50,000*    |
| Канада (Music Canada)                                 | 6×Платина    | 600,000^   |
| Данія (IFPI Denmark)                                  | 7×Платина    | 140,000    |
| Фінляндія (Musiikkituottajat)                         | Золото       | 32,682     |
| Франція (SNEP)                                        | Платина      | 555,300    |
| Німеччина (BVMI)                                      | 2×Платина    | 1,000,000^ |
| Італія (FIMI)                                         | 3×Платина    | 300,000    |
| Японія (RIAJ)                                         | Золото       | 100,000^   |
| Мексика (AMPROFON)                                    | 2×Золото     | 200,000^   |
| Нідерланди (NVPI)                                     | Платина      | 100,000^   |
| Нова Зеландія (RMNZ)                                  | 2×Платина    | 30,000^    |
| Норвегія (IFPI Norway)                                | Платина      | 50,000*    |
| Польща (ZPAV)                                         | Платина      | 100,000*   |
| Іспанія (PROMUSICAE)                                  | 4×Платина    | 400,000^   |
| Швеція (GLF)                                          | 3×Платина    | 240,000^   |
| Швейцарія (IFPI Switzerland)                          | 2×Платина    | 100,000^   |
| Велика Британія (BPI)                                 | 2×Платина    | 700,000    |
| США (RIAA)                                            | 4×Платина    | 3,600,000  |
| Загалом                                               |              |            |
| Європа (IFPI)                                         | 4×Платина    | 4,000,000* |
| Світ                                                  | —            | 10,000,000 |
| ^цифри відвантажень, засновані тільки на сертифікації |              |            |

## Історія релізів
| Країна          | Дата              | Формат(и)                | Видання                     | Лейбл        |
| --------------- | ----------------- | ------------------------ | --------------------------- | ------------ |
| Франція         | 22 жовтня 1998    | CD касета LP             | стандартне                  | WEA          |
| Велика Британія | 26 жовтня 1998    | CD касета LP             | стандартне                  | WEA          |
| Німеччина       | 2 листопада 1998  | CD касета LP             | стандартне                  | WEA          |
| Канада          | 3 листопада 1998  | CD касета LP             | стандартне                  | WEA          |
| США             | 10 листопада 1998 | CD касета LP міні-альбом | стандартне                  | Warner Bros. |
| Японія          | 23 грудня 1998    | CD касета                | стандартне обмежене видання | WEA          |